# AS Togo-Port
Association Sportive Togo-Port is een Togolese voetbalclub uit Lomé.

## Geschiedenis
AS Togo-Port promoveerde in 2003 voor het eerst in zijn bestaan naar de Première Division. Tot op heden verdween de club sindsdien niet meer van het hoogste niveau.

## Erelijst
- Landskampioen

2016-17
- Beker van Togo

2006, 2017
- Togolese Supercup

2017

## Resultaten in continentale wedstrijden
Toelichting op de tabel: #Q = #kwalificatieronde / #voorronde, #R = #ronde, PO = Play-off, Groep (?e) = groepsfase (+ plaats in de groep), 1/16 =  zestiende finale, 1/8 = achtste finale, 1/4 = kwartfinale, 1/2 = halve finale, TF = troostfinale, F = finale, T/U = Thuis/Uit, BW = Beslissingswedstrijd, W = Wedstrijd.

Uitslagen vanuit gezichtspunt AS Togo-Port
| Seizoen | Competitie            | Ronde        | Land                       | Club                 | 1e W | 2e W | Totaalscore    |
| ------- | --------------------- | ------------ | -------------------------- | -------------------- | ---- | ---- | -------------- |
| 2007    | CAF Confederation Cup | Q            | Vlag van Benin             | EGS Gafsa            | 1-1  | 0-2  | 1-3            |
| 2015    | CAF Confederation Cup | Q            | Vlag van Congo-Brazzaville | CARA Brazzaville     | 2-0  | 3-3  | 5-3            |
| 2015    | CAF Confederation Cup | 1            | Vlag van Marokko           | FUS de Rabat         | 0-3  | 2-1  | 2-4            |
| 2018    | CAF Champions League  | Q            | Vlag van Congo-Brazzaville | AC Léopards          | 1-2  | 2-1  | 3-3 (4-3 n.s.) |
| 2018    | CAF Champions League  | 1            | Vlag van Soedan            | Al-Hilal Club        | 2-0  | 1-3  | 3-3 (u)        |
| 2018    | CAF Champions League  | Groep C (4e) | Vlag van Guinee            | Horoya AC            | 1-2  | 1-2  | 2-4            |
| 2018    | CAF Champions League  | Groep C (4e) | Vlag van Marokko           | Wydad AC             | 0-3  | 0-0  | 0-3            |
| 2018    | CAF Champions League  | Groep C (4e) | Vlag van Zuid-Afrika       | Mamelodi Sundowns FC | 1-0  | 1-2  | 2-2            |